# Gragger Róbert

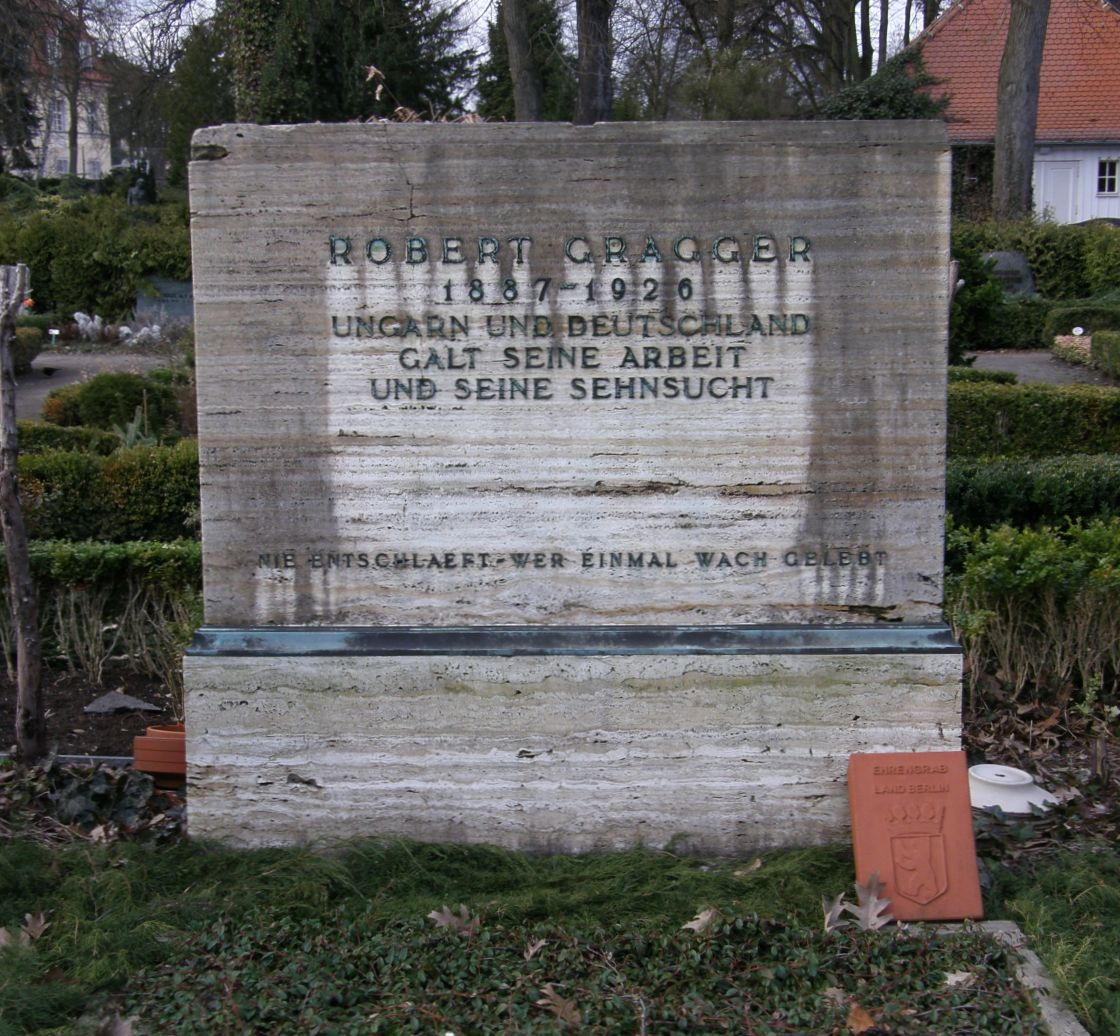
Gragger Róbert sírja, Berlinben a Dahlem temetőben

Gragger Róbert Károly Virgil (Aranyosmarót, 1887. november 5. – Berlin, 1926. november 10.) magyar irodalomtörténész. A magyar irodalomtörténet, a magyar könyvészet és a magyar kultúrdiplomácia jeles képviselője. Filológiai felfedezése az Ómagyar Mária-siralom.

## Életpályája
Szülei Gragger Károly kereskedő és Vallach Vilhelma voltak.
Az elemi iskolát Körmöcbányán és Nyitrán, a gimnáziumot pedig 1897 és 1905 között a nyitrai piaristáknál végezte. Nyolcadikos korában, 1904/05-ben tagja volt az iskolai énekkarnak, orgonált az ifjúsági miséken, jegyzője volt a gyorsírókörnek, az önképzőkör bíráló bizottságában pedig ő bizonyult „a legtevékenyebb, legalaposabb és mindig tárgyilagos bírálónak”, ezért Horvát Sándor igazgató külön 10 koronás jutalomban részesítette.
Budapesten, Párizsban (a Sorbonne-on) és Berlinben járt egyetemre. Budapesti tanulmányai idején az Eötvös kollégiumban nyert elhelyezést, az itt szerzett jó tapasztalatai voltak segítségére 1924-ben a berlini Collegium Hungaricum megszervezésekor. 1909-ben szerzett diplomát, ezután a budapesti főreáliskolában, majd a tanárképző intézetben tanított.
1916-ban a Berlini Magyar Intézet első igazgatójává nevezték ki, neki magának kellett az intézményt létrehozni, megszervezni a Berlini Egyetemen (ma Humboldt Egyetem). Gragger itt magyar nyelvet és irodalmat tanított. Kutatási területe az összehasonlító irodalomtörténet volt. 1924-ben hozta létre Klebelsberg Kuno kultuszminiszter segítségével és magyar állami finanszírozással a berlini Collegium Hungaricumot, ahol jó körülmények közt nyertek elhelyezést a tanulni vágyó magyarországi diákok.
Nagy jelentőségű volt a magyar tudomány külföldi népszerűsítése érdekében elindított vállalkozása, az Ungarische Jahrbücher c. folyóirat és az Ungarische Bibliothek c. kiadvány. Magyar és német szakfolyóiratokban számos összehasonlító irodalomtörténeti tárgyú dolgozata jelent meg.
Gragger fedezte fel 1922-ben az Ómagyar Mária-siralmat. Szerkesztésében látott napvilágot a Bibliographia Hungariae (Berlin, 1-4), amely a magyar vonatkozású (1861–1921 között) idegen nyelven megjelent munkákat sorolja fel. Gragger Róbert nevéhez fűződik a hungarológia (magyarságtudomány) terminus technikus megalkotása (1918).

## Művei
- Illei János Tornyos Péterének forrásai. Bp. Franklin, 1908.
- Deutsche Literaturgeschichte in Ungarn (1905-1907). Leipzig, Wien. Fromme, 1908.
- Beck Károly és a német politikai költészet. Bp. Franklin, 1909.
- Molière első nyomai a magyar irodalomban : Bibliographiai függelékkel. Bp. Athenaeum, 1909.
- A Zay-Ugróczi német verses kódexről. Bp. Székesfővárosi Nyomda, 1910.
- Eine arabische Gestalt der Bürgschaftssage. Berlin. Felber, 1910.
- Schiller "Bürgschaft"-jának forrásai és rokonai. Bp. Franklin, 1911.
- Mischka an der Marosch : Vörösmarty hatása Lenaura. Bp. Hornyányszky, 1912.
- Philologiai dolgozatok a magyar-német érintkezésekről. Bp. Hornyánszky, 1912. (szerkesztette)
- Lenau és Fontane.' Bp. Franklin, 1912.
- Geschichte der deutschen Literatur in Ungarn von Maria Theresia bis zur Gegenwart. Wien-Leipzig. Fromme, 1914.
- Lilla von Bulyovsky und der Münchener Dichterkreis. Mit ungedruckten Briefen. München-Leipzig. Duncker & Humblot, 1914.
- Irodalomtörténeti forrástanulmányok 1. Bp. Egyetemi Könyvker., 1916.
- A Berlini Magyar Tudományos Intézet. Bp. Franklin, 1918.
- Die Auslandstudien und Ungarn. Breslau. Schlesischer Buchdruck, 1918.
- Die Donau-Konföderation : Ludwig Kossuths Plan zur Lösung des Donaustaaten-Problems. Berlin. Engelmann, 1919.
- Deutsche Handschriften in ungarischen Bibliotheken. Berlin-Leipzig. Gruyter, 1921.
- Munkatervünk. In: Ungarische Jahrbücher, 1921. Közli: B. Nádor Orsolya (szerk.): A hungarológia fogalma. Bp. Nemzetközi Hungarológiai Társaság, 1990.
- Ungarische Institute für Geschichtsforschung. Berlin. Vereinigung wissenschaftlicher Verleger, 1922.
- Anthologia Hungarica. Magyar Anthológia. Leipzig. Insel, 1922. (kiadó)
- Alexander Petöfi: Gedichte.' Leipzig. Insel, 1922. (fordította, válogatta, utószót írta)
- Preußen, Weimar und die ungarische Königskrone : mit dem Faksimile eines Gothe-Briefes. Berlin-Leipzig. Gruyter, 1923.
- Bibliographia Hungariae. Berlin-Leipzig, 1923.
- Die ungarische Universität. Berlin. Walter de Gruyter, 1925.
- Die Aufnahme Nikolaus Jósikas in der deutschen Literatur. Berlin. Gruyter, 1926.
- Martin Opitz und Siebenbürgen. Berlin-Leipzig. Gruyter, 1926.
- Eine altungarische Marienklage. Berlin-Leipzig. Gruyter, 1927.
- Magyar népballadák. Bp. Magyar Irodalmi Társaság, 1927. (bevezetéssel és jegyzetekkel ellátta)
- Altungarische Erzählungen. Berlin-Leipzig. Gruyter, 1927. (válogatta és fordította)
- Literaturdenkmäler aus Ungarns Türkenzeit: nach Handschriften in Oxford und Wien. Berlin-Leipzig. Gruyter, 1927. (társszerk.)
- Ómagyar Máriasiralom. Bp. Magyar Nyelvtudományi Társaság, 1932.
- Herrmann Antal. In: Tanulmányok Herrmann Antal emlékére. Budapest. Magyar Néprajzi Társaság, 1999.

## Emlékezete
- C. H. Becker: Gragger Róbert. In: Minerva, Bp. 1927. 6. évf. 1-3. szám
- Szekfű Gyula: Gragger Róbert művelődésünk történetében. In: Minerva, Bp. 1927. 6. évf. 1-3. szám
- Farkas Gyula: Gragger Róbert emlékezete. Pécs. Eötvös-Kollégium Volt Tagjainak Szövetsége, 1927.
- Zoltán von Magyary: Robert Gragger als Wissenschaftspolitiker. Berlin, Leipzig. De Gruyter, 1927. Idézi: Magyary Zoltán: A magyar tudományos nagyüzem megszervezése. Danubia, 1931. 97. p.
- Bessenyei Ákos: Gragger Róbert. Bp. Danubia, 1944.
- Mária Rózsa: Robert Gragger, der Begründer der deutschen Hungarologie. Wiesbaden. Harrassowitz, 1988.
- Brandt Györgyi: Gragger Róbert, a hungarológia tudományág megteremtője. Bp. ELTE BTK, 1998.
- Ujváry Gábor: Kultúrpolitikus, diplomata és tudományos menedzser. 2001/3. (44.sz.)
- Vincze Tamás: Egy magyar tudós Berlinben. Gragger Róbert portréja. In: Értékek és kihívások. Sárospatak. MECTIFK, 2002.
- Brandt Györgyi: A hungarológia intézményrendszerének létrehozása. Gragger Róbert a berlini egyetemen. Bp. KRE, L'Harmattan, 2019.

A Magyar Germanisták Társaságának tiszteletbeli elnöke, Vizkelety András akadémikus 2006-ban megalapította a Gragger Róbert-díjat.